# هارييت أبوت لينكولن كوليدغ
هارييت أبوت لينكولن كوليدغ (بالإنجليزية: Harriet Abbott Lincoln Coolidge)‏ هي كاتِبة وكاتبة للأطفال أمريكية، ولدت في 1849 في بوسطن في الولايات المتحدة، وتوفيت في 17 مايو 1902 في بالتيمور في الولايات المتحدة بسبب التهاب القصبات.